# Mont Salisbury
Pour les articles homonymes, voir Salisbury.
Le mont Salisbury est un sommet du chaînon Fairweather en Alaska, situé à 10 kilomètres du mont Fairweather. Son versant oriental donne naissance aux branches nord du glacier Johns Hopkins, qui s'écoule dans la baie Glacier.
Sur son flanc occidental se trouve un large cirque, qu'il partage avec le mont Fairweather, le mont Quincy Adams et le mont Lituya qui domine le glacier Fairweather, lequel se jette dans l'océan Pacifique au cap Fairweather.
Le mont Salisbury n'est pas le plus élevé de la chaîne, toutefois sa face sud s'élève de plus de 3 000 mètres au-dessus du glacier Johns Hopkins en seulement 8 kilomètres. Il n'est pas le plus prisé pour les ascensions, à cause à la fois de sa proximité avec le mont Fairweather, plus populaire, mais aussi de sa difficulté d'accès due au climat local difficile.